# Mast (Wald)

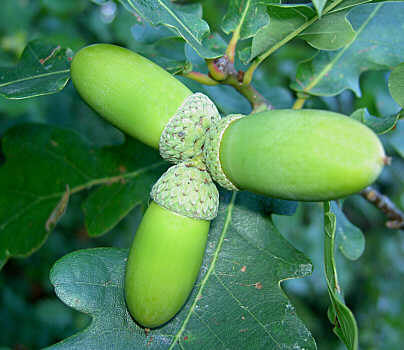
Eicheln

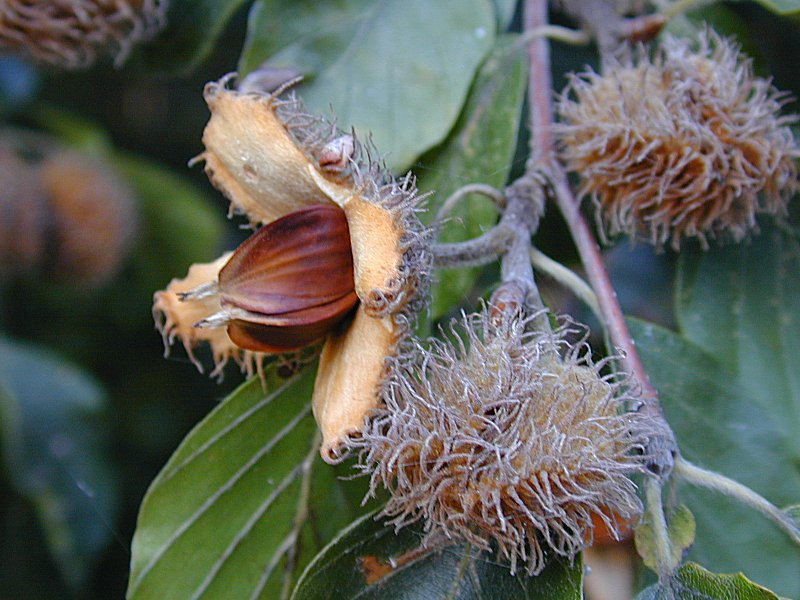
Bucheckern

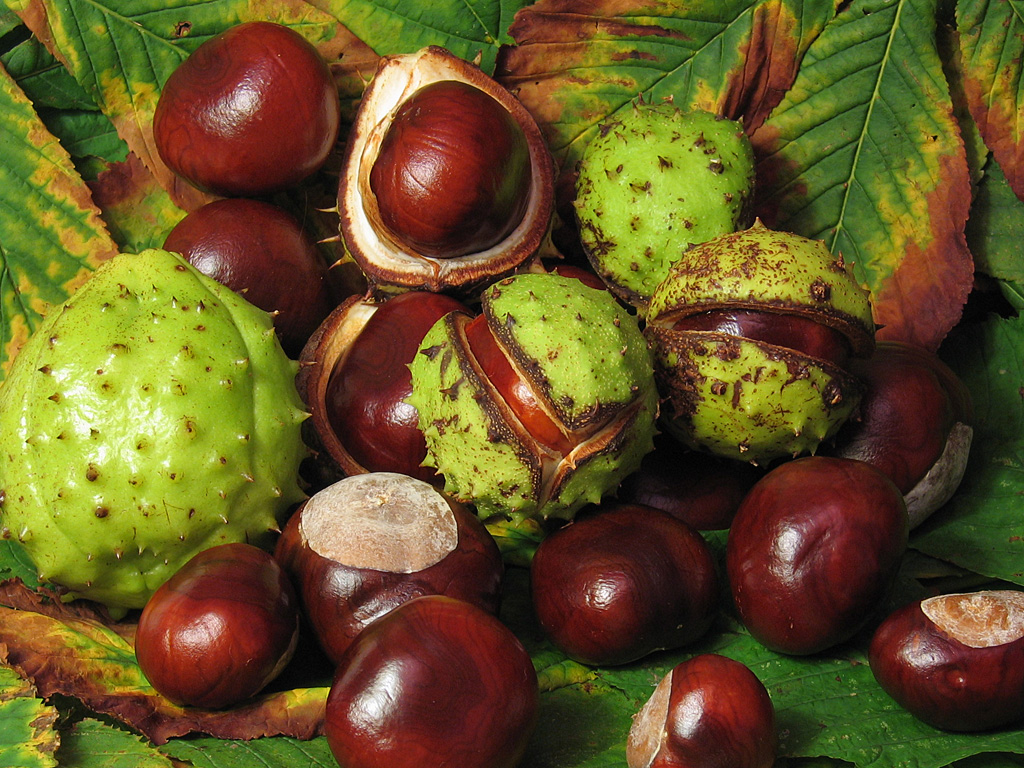
Samen und Kapseln der Rosskastanie

Mast ist ein Begriff, der in der Forstwirtschaft und der Jägersprache verwendet wird, und steht im Allgemeinen für die Früchte der Buchen, Eichen, Kastanien und Rosskastanien. Die Früchte der Wildobstbäume gehören ebenfalls dazu. Bäume mit starkem Fruchtanhang werden auch als Mastbäume bezeichnet.

## Mastjahr
Bäume, die sehr energiehaltige Samen produzieren, neigen zu zyklischer Fruktifikation (Fruchtbildung) in sogenannten Mastjahren. In den meisten Jahren werden also gar keine oder nur wenige Samen gebildet. In Mastjahren wird ein Großteil der Assimilation für die Samenbildung aufgewendet. Das Holzwachstum geht dabei stark zurück, was an den Jahresringen nachvollzogen werden kann. Der Zeitabstand zwischen zwei Mastjahren ist regional unterschiedlich und beträgt sechs bis zehn Jahre.
Für die Bäume ist die Mast eine Überlebensstrategie und ein Abwehrmechanismus gegen Fraßfeinde. In den mageren Jahren, wenn wenig Samen ausgebildet werden, können sich zum Beispiel Rötelmaus und Eichhörnchen nicht so stark vermehren. Setzt dann ein Mastjahr ein, produziert der Baum wesentlich mehr Samen, als die Fraßfeinde verwerten können, und es bleibt ausreichend Saatgut für eine neue Generation Bäume übrig.
Man unterscheidet je nach Fruchtansatz:
- Vollmast: alle Bäume eines Bestandes fruchten stark
- Halbmast: etwa die Hälfte der Bäume fruchtet
- Sprengmast: nur einzelne Bäume fruchten
- Fehlmast: kein Baum oder nur wenige Bäume fruchten

## Geschichte
Der Begriff Mast geht auf Zeiten zurück, in denen die Wälder neben der Holzgewinnung noch intensiv landwirtschaftlich genutzt wurden. In dieser Zeit waren ergiebige Samenjahre gute Jahre für die örtliche Bevölkerung, die ihr Vieh zum Weiden in die Wälder trieb, die auch als Hutewald oder Schmalzweide bezeichnet wurden. In einem Samenjahr war das Vieh wohlgenährt bzw. gemästet. Obwohl diese Form der Nutzung der Vergangenheit angehört, stellt der Begriff noch einen Bezug zu dieser Nutzungsform des Waldes her.

## Nutzung
Im Waldbau werden die Jahre der Sprengmast für die Saatgutgewinnung genutzt oder stehen der natürlichen Waldverjüngung zur Verfügung. In Mastjahren vermehrt sich die Rötelmaus überdurchschnittlich. In solchen Gradationsjahren kommt es in den Endemiegebieten der Hanta-Viren vermehrt zu – von den Viren ausgelösten – Erkrankungen beim Menschen in Form eines Hämorrhagischen Fiebers.

## Jägersprache
In der Jägersprache steht der Begriff Mast auch ganz allgemein für das Futter von Schwarzwild und Dachs sowie für die Äsung der Hirsche. Es gibt die Obermast, die aus der Baummast (den Samen der Mastbäume) und sonstigen oberirdischen Samen und Früchten besteht. Als Erd- oder Untermast wird der Fraß von Schwarzwild und Dachs bezeichnet, der sich in der Erde befindet und aus Käfern, Larven, Würmern, Wurzeln usw. besteht. Dachs und Schwarzwild brechen oder stechen diese Nahrung aus der Erde heraus, was zu umfangreichen Schäden für die Landwirtschaft führen kann. In Vollmastjahren wird die Jagd auf Schwarzwild erschwert, da es aufgrund der im Wald reichlich vorhandenen Nahrung die Kirrung meidet, an der es üblicherweise sicher angesprochen und erlegt werden kann.